# 恶古乡
恶古乡，是中华人民共和国四川省甘孜藏族自治州雅江县曾经下辖的一个乡。
2020年6月17日，四川省人民政府批复同意撤销麻郎错乡、恶古乡，设立麻郎措镇，以原麻郎错乡和原恶古乡牙根村、唐岗村所属行政区域为麻郎措镇的行政区域，麻郎措镇人民政府驻麻日河村1组83号。

## 行政区划
恶古乡撤销前下辖以下地区：
恶古村、唐岗村、日衣村、牙根村、马益西村和大河村。